# Závit

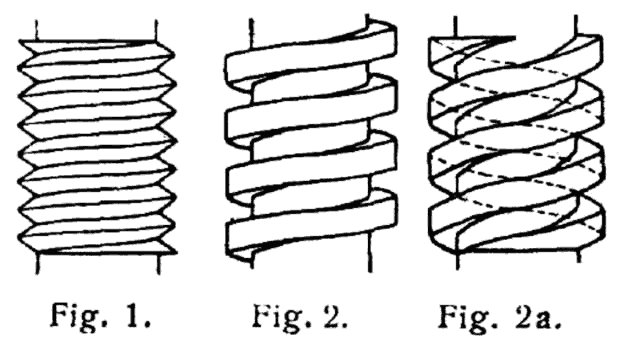
Různé druhy závitů, (2a) dvouchodý závit

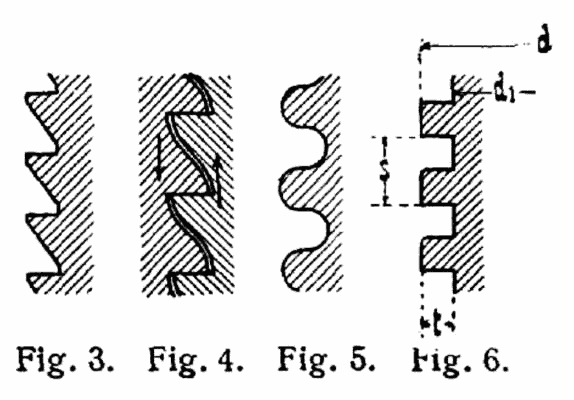
Různé druhy závitů

Závit je technický prvek strojní součásti, jehož tvar je určen závitovou plochou. Ta vznikne navinutím profilu na válec podél šroubovice, v daném stoupání.

## Rozdělení závitů
- Podle směru
  - pravý (obvykle)
  - levý
- Podle tvaru
  - hranaté
  - kuželovéMetrický závit
- Podle tvaru
  - Válcový závit (obvykle)

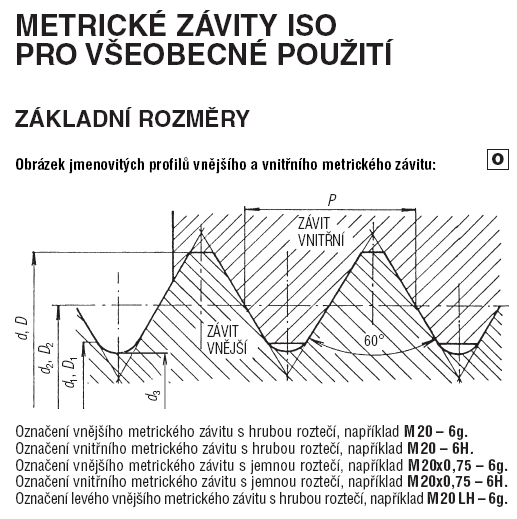
Metrický závit

  - Kuželový závit (ukončení šroubu má menší vnější průměr)
- Podle počtu šroubovic na jedno otočení šroubu
  - jednochodý (obvykle)
  - vícechodý
- Podle tvaru profilu
  - trojúhelníkové (obvykle)
  - lichoběžníkové (pohybové šrouby)
  - oblé (žárovky, pojistky)
- Podle navinutí
  - vnitřní - matice
  - vnější - šroub

## Názvosloví
- Závitová plocha - plocha vzniklá pohybem profilu závitu tak, že každý jeho bod opisuje šroubovici; přitom osový posun za jednu otáčku se rovná kolmému průmětu profilu závitu do osy, nebo násobku této délky celým číslem
- Šroubovice - čára, kterou vytvoří bod, otáčí-li se rovnoměrně kolem pevné osy a zároveň se rovnoměrně v jejím směru posouvá
- Profil závitu - plocha ohraničená myšlenou křivkou nebo lomenou čarou, která je omezena dvěma stejnolehlými body ležícími na rovnoběžce s osou závitu (ve směru stoupání). Vrcholy hraniční čáry profilu závitu jsou obvykle zkoseny nebo zaobleny.
- Stoupání - axiální vzdálenost o kterou se vzájemně vůči sobě posunou pevná matice na otočném šroubu, pokud se šroub otočí o jednu otáčku. U jednochodých závitů, je to současně vzdálenost stejnolehlých bodů závitu v axiálním směru, mezi sousedními závity. Na obrázku "Různé druhy závitů" - Fig. 6. označen kótou s. Na obrázku "Metrický závit" je stoupání označeno kótou p.

## Dělení závitů dle profilu a stoupání
- Metrický závit (M) vrcholový úhel 60°, profil ISO68
- Jemný metrický závit (Mf)
- Whitworthův závit (W, BSW) v.ú. 55° rozměry se udávají v palcích (coulech), zaveden Whitworthem v roce 1841 – nepoužívá se již 50 let, pouze pro opravy a některé standardy
- Jemný whitworthův závit (BSF)
- Unifikovaný palcový závit, profil ISO68, tj. stejný profil, jako u závitu metrického. Nástupce Withwortova závitu
- Trubkový závit (G, BSP) v.ú. 55° rozměry v palcích, používají instalatéři
- Trubkový závit kuželový (G kon) (zaveden Whitworthem 1841)
- Oblý závit (Rd) – například u spojovacích táhel vagonů s vrcholovým úhlem 30°
- Edisonův závit (E) například u žárovek a některých pojistek
- Lichoběžníkový závit rovnoramenný (Tr) v.ú. 30° (v USA 29°), také nazýván trapézový, používá se u obráběcích strojů například pro pohon suportu sosutruhu pro řezání závitu
- Lichoběžníkový závit nerovnoramenný (S) v.ú. 33°
- Pancéřový závit (P, Pg, Pz) vrcholový úhel 80°, použití zejména v elektrotechnice
- Plochý závit – průřezem je čtverec
- Loewenherzův závit (53°8') - používaný v Německu v 19. století, vrcholový úhel odpovídá rovnoramennému trojúhelníku s výškou rovnou podstavě
- Sellersův závit – používaný do začátku 20. stol u USA
- Americký stěžejní závit (zaveden 1922)
- Americký jemný závit ASME – zaveden 1907

Jako u většiny strojních součástí, se i u závitů přesnost a výrobní vůle udávají lícováním. Lícovací soustava pro závity je soustavou jednotné matice. Uložení jsou vytvořena různou polohou tolerančních polí závitů šroubů k nulové čáře. Základní uložení jsou:
- Hybná
- Přechodná